# Altwarmbüchen
Altwarmbüchen ([altvaɐ̯mbyːçən] ) ist eine Ortschaft der Gemeinde Isernhagen in der niedersächsischen Region Hannover und grenzt nordöstlich an die Stadt Hannover. Bezogen auf die Einwohnerzahl ist Altwarmbüchen die größte Isernhagener Ortschaft und ist mit dem Rathaus Sitz der Gemeinde Isernhagen.

## Geografie
Altwarmbüchen liegt jenseits des nordöstlichen Stadtrandes von Hannover. Im Süden grenzt das Ortsgebiet an das ehemalige Altwarmbüchener Moor. Im Norden schließen sich beidseits der Wietze weite landwirtschaftlich genutzte Flächen an, die nach Isernhagen hin sanft ansteigen.
Die Lage mit seinen naturräumlichen und verkehrsgeographischen Voraussetzungen bot Altwarmbüchen ideale Möglichkeiten zur Entwicklung vom einstigen bäuerlichen Moordorf zu einer Kleinstadt im engsten Einzugsgebiet der Landeshauptstadt Hannover. Heute ist Altwarmbüchen dem dörflichen Dasein entwachsen und eingebettet in großzügige Naturflächen.
Insbesondere die Feldmark nach Norden und Westen bietet Spazierwege an. Im Süden liegt der Altwarmbüchener See, der ganzjährig von Radfahrern, Joggern und Badenden aufgesucht wird. Nahe dem Ortskern liegt inmitten der Ortschaft ein kleines Waldstück (Jacobi-Wäldchen), das seit den späten 1970er Jahren einen Trimm-Dich-Parcours besitzt. Nach Abflauen der Trimm-Dich-Welle wird es von den Ortsbewohnern als kleineres Naherholungsgebiet genutzt.

## Geschichte
Das bäuerliche Moordorf Altwarmbüchen versorgte seit dem Mittelalter bis ca. 1750 die Stadt Hannover mit dem wichtigen Heizungsmaterial Torf sowie mit Holz aus dem Altwarmbüchener Moor. Hierfür ließ die Stadt Hannover im Jahre 1356 den neun Kilometer langen Kanal Schiffgraben anlegen, der in der Mitte des 18. Jahrhunderts wegen Unpassierbarkeit stillgelegt wurde. Torfabbau und -verkauf sowie Holzhandel waren für die Altwarmbüchener Bauern bis dahin der hauptsächliche Lebensunterhalt. 
Urkundlich wird Altwarmbüchen erstmals in herzoglich braunschweigischen Dokumenten aus den Jahren 1196/1197 als Werenboke erwähnt. Altwarmbüchen gehörte damals zum welfischen Kirchspiel Horst (heute: Kirchhorst). Dieses wurde im Jahre 1329 gegründet, 1353 vom Herzogtum Braunschweig-Lüneburg an die niedersächsische Adelsfamilie von Cramm verkauft und vom Kirchspiel Burgdorf losgelöst. Diese übernahm damit auch das Kirchenpatronat für das Kirchspiel Kirchhorst. Für das dazu gehörige Dorf Altwarmbüchen mit seinen 14 Hofstellen wurde der Bau einer gotischen Kapelle an der Straße nach Hannover in Auftrag gegeben. Dieses älteste Gebäude Altwarmbüchens ist heute Teil der Volkshochschule Isernhagen. Erst 1969 konnte Altwarmbüchen eine selbstständige Kirchengemeinde werden.
Ebenfalls im 14. Jahrhundert übergab das Herzogtum Braunschweig-Lüneburg die Dörfer Altwarmbüchen, Stelle und Basselthof als Lehen an die niedersächsische Adelsfamilie von Alten. Diese hatte noch im Jahre 1822 die seit längerem ungenutzte Kapelle an der Hauptstraße zum adligen Gerichtshaus umgebaut, wurde aber 1848 zur Ablösung aller Lasten von den Dörfern Altwarmbüchen, Stelle und Basselthof ausgezahlt. Nach der Auflösung des Gerichts schon im Jahre 1852 zog die Schule in die Kapelle, 1887 wurde ein Klassenraum angebaut und 1928 wurde ein Lehrerwohnhaus dem Bauensemble zugefügt.
Den ersten Friedhof erhielt die Gemeinde erst 1934 auf dem Windmühlenberg, nachdem die alte Bockwindmühle aus dem 16. Jahrhundert abgerissen worden war. Dieser Alte Friedhof liegt damit auf dem höchsten Punkt der Gemeinde.

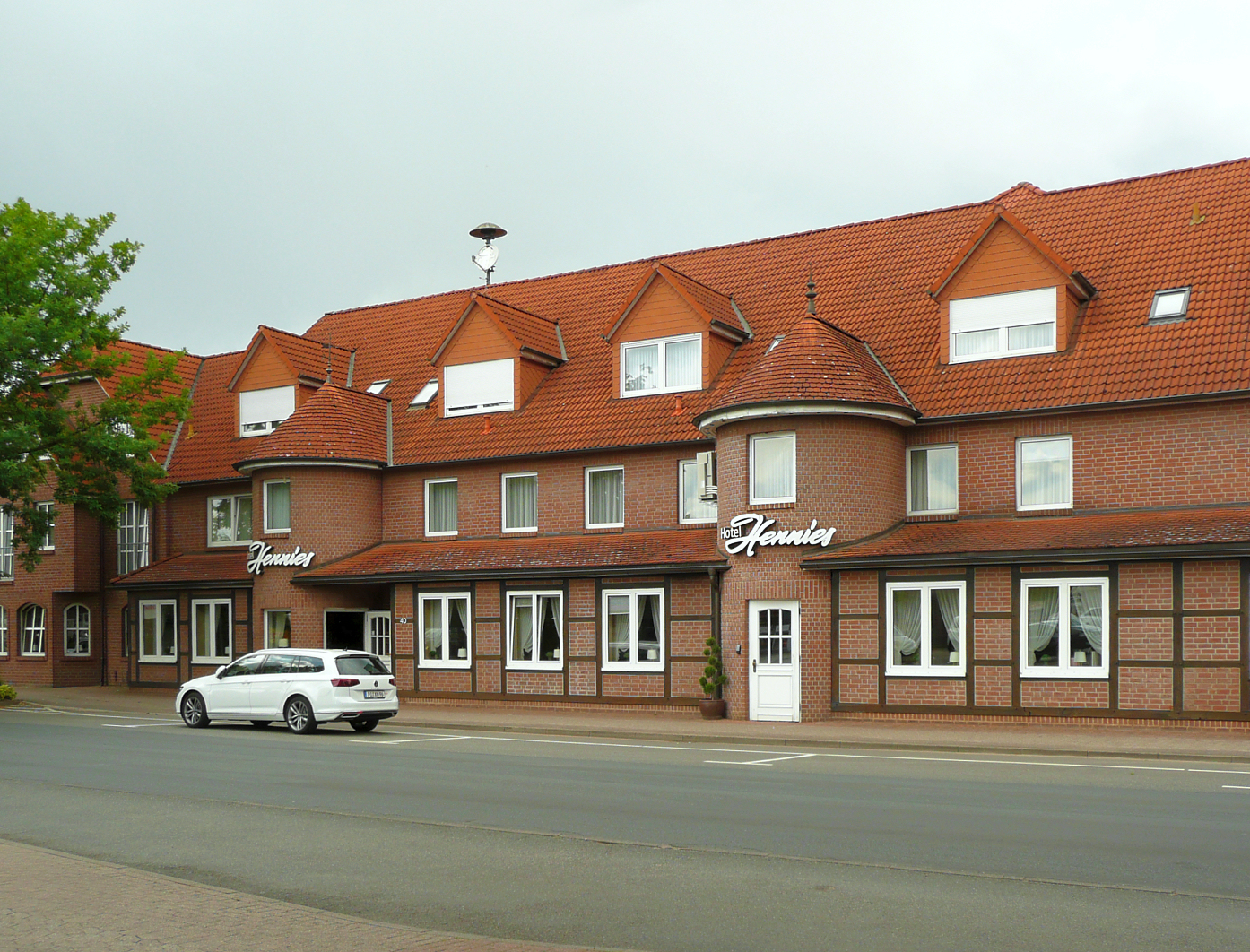
Hotel-Restaurant Hennies an der früheren Bundesstraße 3

Seit 1871 lag Altwarmbüchen an der neu gepflasterten Heerstraße von Hannover nach Celle. Das Straßendorf erlangte durch diesen neuen Postweg eine überörtliche Bedeutung. Die Gastwirtschaft Grethe wurde wichtiger Ausspann an der späteren Reichsstraße 3 (jetzt: Bundesstraße 3) zwischen Celle und Hannover. Ein solcher Pferdekutschenhalt bot Raum zur Unterbringung von Pferden und Wagen der Reisenden. Heute befindet sich an dieser Stelle das Hotel-Restaurant Hennies. 
Im Jahre 1937 war die Autobahn zwischen Berlin und dem Ruhrgebiet fertiggestellt, die heutige Bundesautobahn 2. Hierdurch bekam Altwarmbüchen einen weiteren Anschluss an das deutsche Fernstraßennetz.
Im Jahre 1944, am Ende des Zweiten Weltkriegs, lag Altwarmbüchen in der Einfallschneise alliierter Bomber von Großbritannien über Hannover insbesondere zu der kriegswichtigen Erdölraffinerie Deurag-Nerag in Misburg. Am 26. November 1944 kam es zu einem Flugzeugabschuss über Altwarmbüchen, als ein US-amerikanischer Bomber von einer deutschen Flakstellung unter Beschuss genommen wurde. Das Flugzeug stürzte in Altwarmbüchen ab. Von den 10 Besatzungsmitgliedern starben sechs. An dieses Geschehen erinnert ein von deren Familienangehörigen im Jahr 2014 gestifteter zweisprachiger Gedenkstein beim Ehrenmal für die Gefallenen der beiden Weltkriege auf dem Alten Friedhof.
Nach dem Krieg wurde die Nord-Süd-Autobahn für Westdeutschland fertiggestellt. Im Jahre 1962 war es der Bauabschnitt der Bundesautobahn 7 zwischen Kirchhorst und Hildesheim. Altwarmbüchen liegt damit unmittelbar am Schnittpunkt von zwei wichtigen Autobahnachsen.
Im Jahre 1974 entschied der Rat der neugegründeten Gemeinde Warmbüchen (jetzt: Isernhagen) im Rahmen der kommunalen Neuordnung, Altwarmbüchen zum Rathaus-Zentrum der Groß-Gemeinde werden zu lassen. Im Jahre 1983 wurde der erste Teil des neuen Gemeindezentrums bezogen und 1993 war das Rathaus der Gemeinde Isernhagen fertiggestellt. In das bis dahin als Gemeindeverwaltung genutzte Gebäude mit der alten Kapelle aus dem 14. Jahrhundert – zuvor Grundschule – zog die Volkshochschule Isernhagen ein.
Im Jahre 1976 wurde Altwarmbüchen verkehrsberuhigt. Die mitten durch den Ort führende Bundesstraße 3 wurde als neuer Abschnitt der Bundesautobahn 37 in das Altwarmbüchener Moor (Moorautobahn) verlegt. Im Jahre 2006 wurde  Altwarmbüchen durch die Stadtbahn-Anbindung an die hannoversche Innenstadt aufgewertet.
Das Zentrum Altwarmbüchens ist gekennzeichnet durch die in den späten 1960er und frühen 1970er Jahren errichteten Wohnparks I und II. Dabei ist bei dem Wohnpark II aus der Frühzeit der 1970er mit seiner gelben Klinkerfassade bereits enger bebaut. Demgegenüber zeichnet sich der Wohnpark I (Engelhardt-Häuser) durch seine lockere Bauweise aus. L-förmig angeordnete Wohngruppen dämpfen den Verkehrslärm und schaffen große Grünflächen, die dadurch den Charakter von Innenhöfen annehmen.
Am Endpunkt der Stadtbahn entstand ein neues Quartier mit dem Projektnamen Wietzeaue. In diesem Viertel befinden sich verschiedene Wohnformen, wie Doppel- und Reihenhäuser, Geschäftsgebäude und Eigentumswohnungen. Das Gelände ist etwa 20 ha groß.
Eingliederungen
Im Zuge der Gebietsreform in Niedersachsen, die am 1. März 1974 stattfand, wurden die zuvor selbstständigen Gemeinden Altwarmbüchen, Kirchhorst und Neuwarmbüchen sowie der vier Isernhagen-Altdörfer (Farster Bauerschaft, Hohenhorster Bauerschaft, Kircher Bauerschaft und Niedernhägener Bauerschaft) in die neue Gemeinde Warmbüchen eingegliedert. Diese wurde am 1. Juni 1975 amtlich in Isernhagen umbenannt.

## Religion

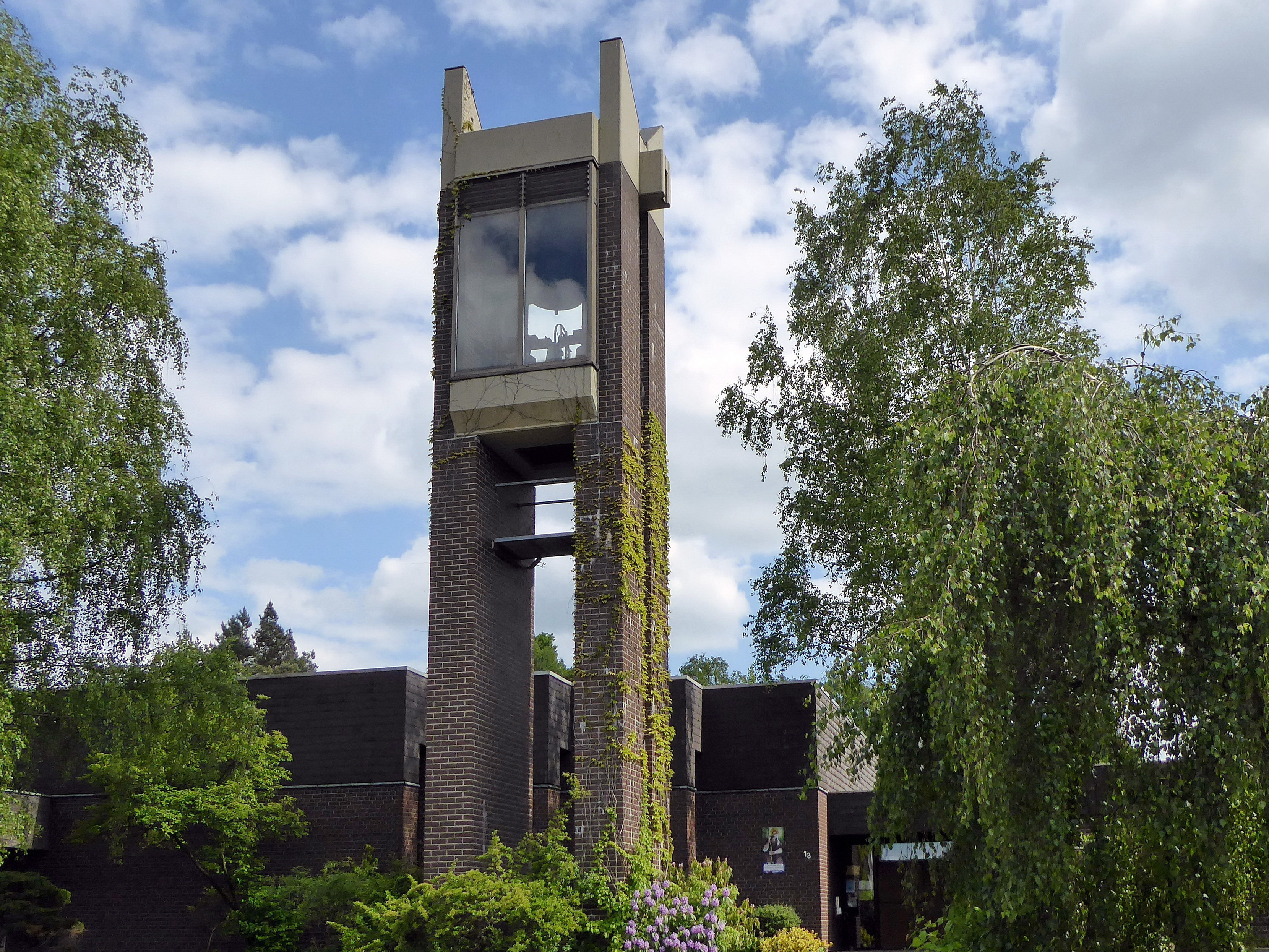
Christophorus-Kirche

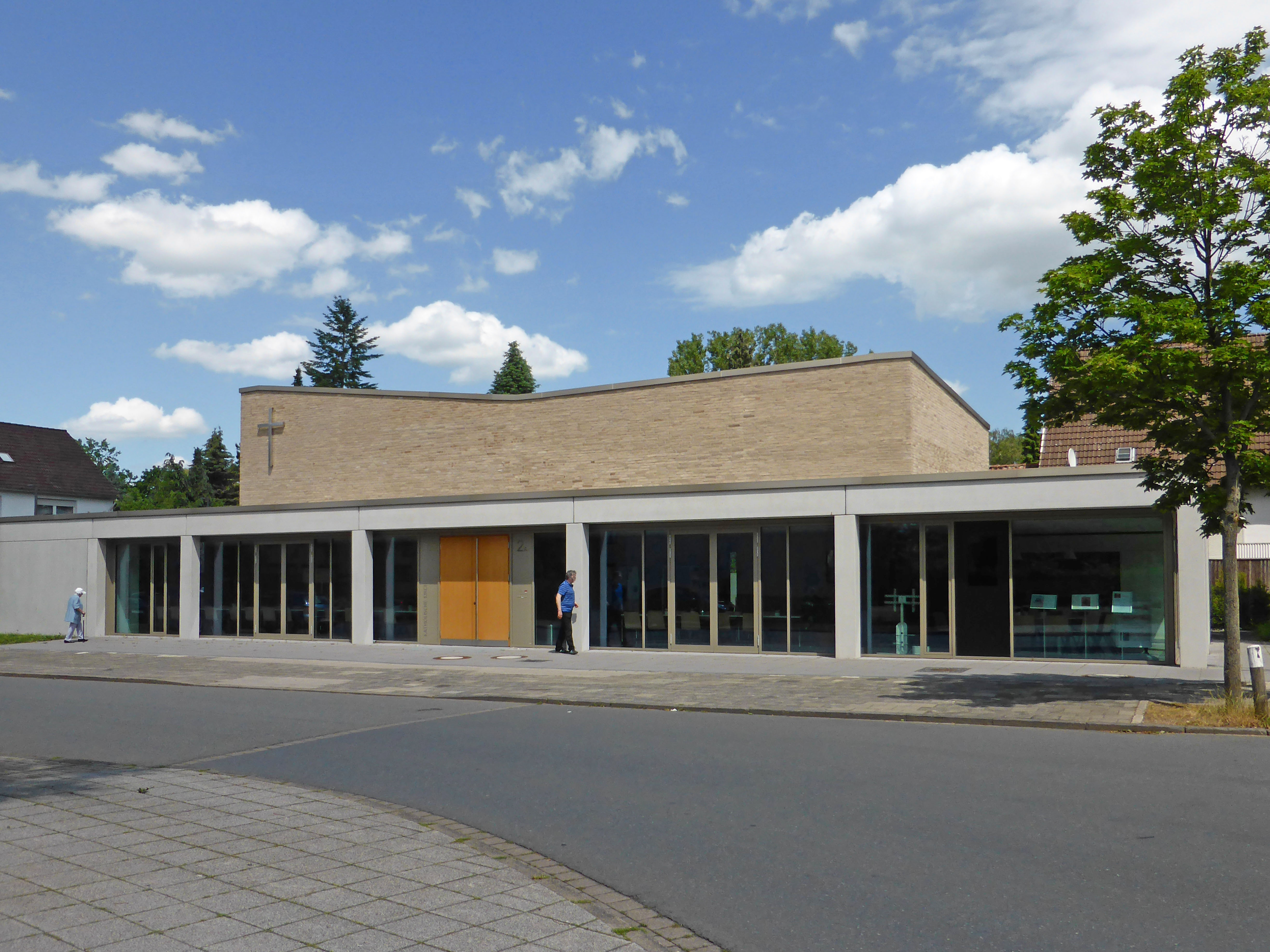
Heilig-Kreuz-Kirche

Die evangelisch-lutherische Kirchengemeinde Altwarmbüchens spaltete sich im Jahre 1969 als Christophorus-Kirche vom Kirchspiel Kirchhorst ab und erhielt 1971 das heutige Kirchengebäude an der Bernhard-Rehkopf-Straße neben dem Alten Friedhof. Die Kirche wurde 1983 um einen Glockenturm ergänzt, die dazugehörigen Räumlichkeiten sind 2023 saniert worden. Die Kirchengemeinde gehört zum Kirchenkreis Burgwedel-Langenhagen; zu ihr gehört auch die Kindertagesstätte Die Arche am Möwenkamp.
Die bisherige katholische Heilig-Kreuz-Kirche wurde 2015 profaniert. Das 1970/71 von Josef Fehlig als Beton-Fertigteilkirche errichtete Gotteshaus befand sich an der Bothfelder Straße nahe dem Rathaus. Seit 2010 gehörte die Kirche zur Pfarrgemeinde Heilig Geist in Hannover-Bothfeld. Gegenüber dem bisherigen Kirchenbau entstand ein neuer Bau nach Plänen des Architekten Oliver Arndt. Am 9. Januar 2016 legte Probst Martin Tenge den Grundstein für diese Kirche, die den gleichen Namen wie die bisherige trägt. Die neue Kirche wurde am 8. Januar 2017 von Bischof Norbert Trelle geweiht.

## Politik

### Ortsrat
Der Ortsrat von Altwarmbüchen setzt sich aus neun Ratsmitgliedern zusammen. Im Ortsrat befinden sich zusätzlich zehn beratende Mitglieder (SPD: 3, Gruppe Grüne: 2, CDU: 3, BSI: 1, Die Partei: 1).
- CDU: 3 Sitze
- SPD: 3 Sitze
- Gruppe Grüne: 2 Sitze
- FDP: 1 Sitz

(Stand: Kommunalwahl 12. September 2021)

### Ortsbürgermeisterin
Die Ortsbürgermeisterin von Altwarmbüchen ist Sabine Wirth (CDU).

### Wappen
Der Entwurf des Kommunalwappens von Altwarmbüchen stammt von dem Heraldiker und Wappenmaler Gustav Völker, der zahlreiche Wappen in der Region Hannover erschaffen hat. Die Genehmigung des Wappens wurde durch den Regierungspräsidenten in Lüneburg am 28. März 1962 erteilt.
| Wappen von Altwarmbüchen | Blasonierung: „Geteilter Schild, oben in Grün ein silberner Moorspaten über silberner Moorhacke (Twicke), beide mit goldenem Stiel, unten von Silber und Schwarz schräggeteilt, oben ein rechtsgewandter, rot-gezungter, schwarzer Wolfskopf, unten eine silberne Wolfsangel.“ |
| Wappen von Altwarmbüchen | Wappenbegründung: Die Gemeinde Altwarmbüchen ist von ausgedehnten Moorflächen umgeben, die die Entwicklung der Gemeinde und das Leben seiner Einwohner seit Jahrhunderten beeinflusst haben. Im oberen Teil des Wappens sind daher zwei typische Geräte, wie sie früher zur wirtschaftlichen Nutzung des Moores verwendet wurden, nämlich Moorhacke und Moorspaten, dargestellt. Der untere Teil zeigt das Wappen des Landkreises Burgdorf, um die Zugehörigkeit der Gemeinde zu diesem Landkreis zu versinnbildlichen. |

## Kultur und Sehenswürdigkeiten

### Bauwerke
Im dörflichen Teil des Ortes finden sich gut erhaltene Fachwerkhäuser.

### Grünflächen und Naherholung

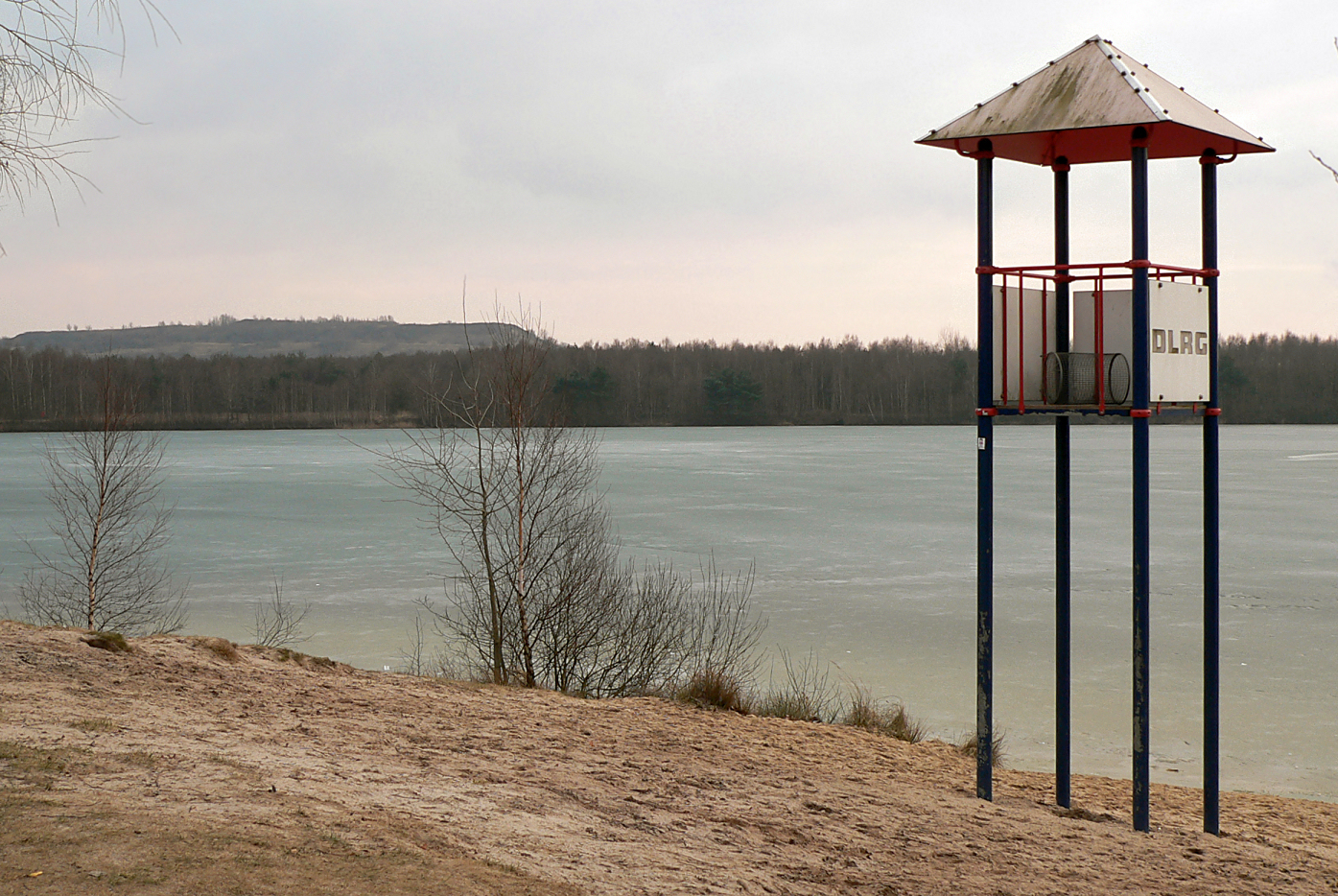
Altwarmbüchener See mit Badestrand

Nahe bei Altwarmbüchen liegt der Altwarmbüchener See in einem Naherholungsgebiet. Er verfügt über zwei Sandstränden und bietet Möglichkeiten für Wassersportart. Südöstlich von Altwarmbüchen, angrenzend an den Altwarmbüchener See, liegt das Altwarmbüchener Moor. Dabei handelt es sich um ein einstiges, 15 km² großes Hochmoor, dessen Moorvegetation seit dem Mittelalter durch bäuerlichen Torfabbau und Entwässerung stark geschädigt wurde.

### Regelmäßige Veranstaltungen
- März: Volkslauf um den Altwarmbüchener See[10]
- Ostersonntag: Osterfeuer neben dem Schulzentrum Altwarmbüchen
- August: Triathlon Altwarmbüchen mit olympischer Distanz und Kinder- und Jugendtriathlon[11]
- September: Moorfest[12]
- Dezember: Weihnachtsmarkt Altwarmbüchen

### Sport
Wichtigster Sportverein des Ortes ist der TuS Altwarmbüchen, der mit seinem Vereinsheim am Altwarmbüchener See beheimatet ist und den ca. 1500 Mitgliedern ein breites Sportprogramm  anbietet.
Wassersport wird durch den Schwimmclub Altwarmbüchen von 2005 e. V. und den Wassersportverein Altwarmbüchen e. V. sowie durch den Tauchfreunde Altwarmbüchen e. V. angeboten.

### Fotogalerie

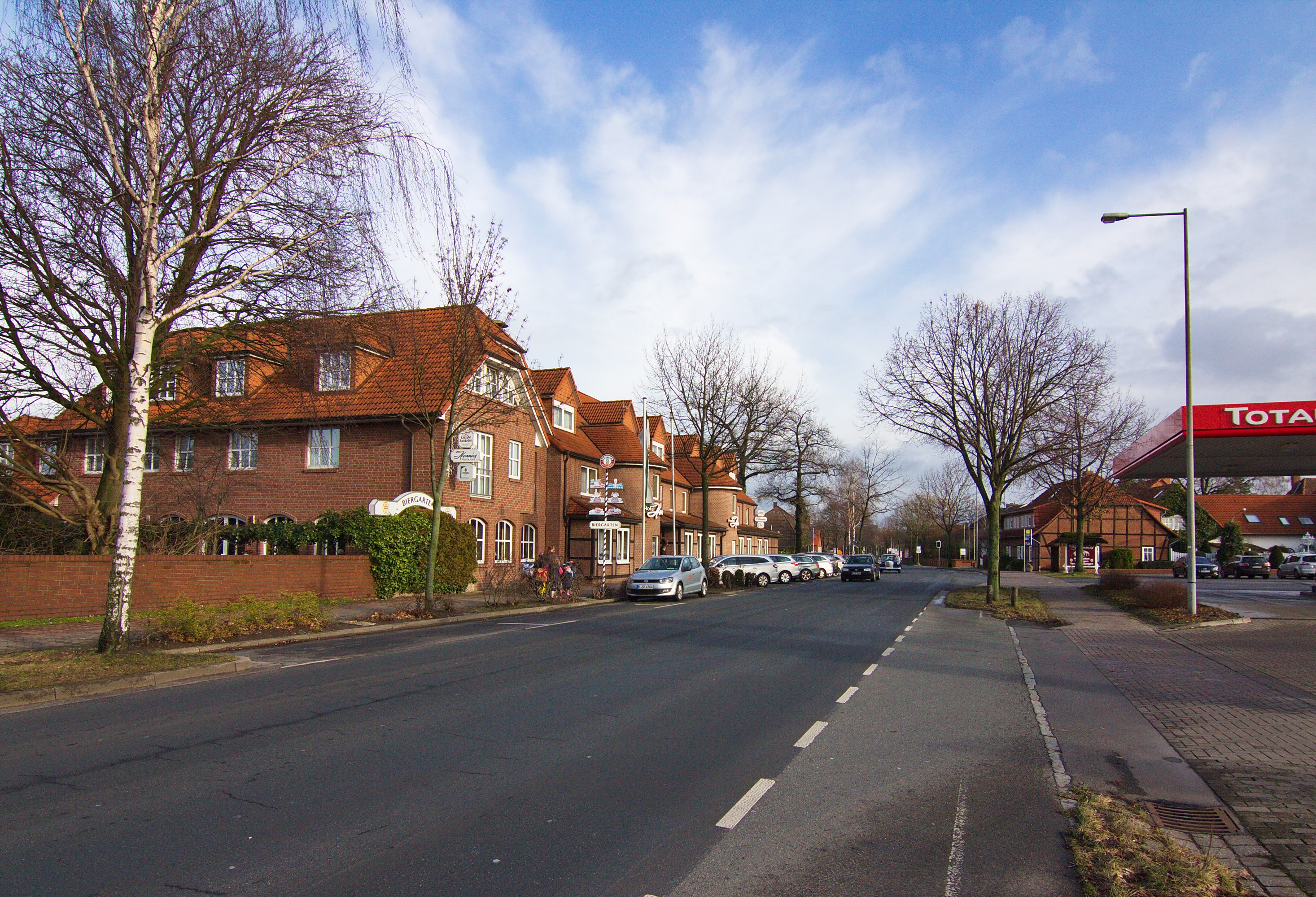
Ortsblick Hannoversche Straße
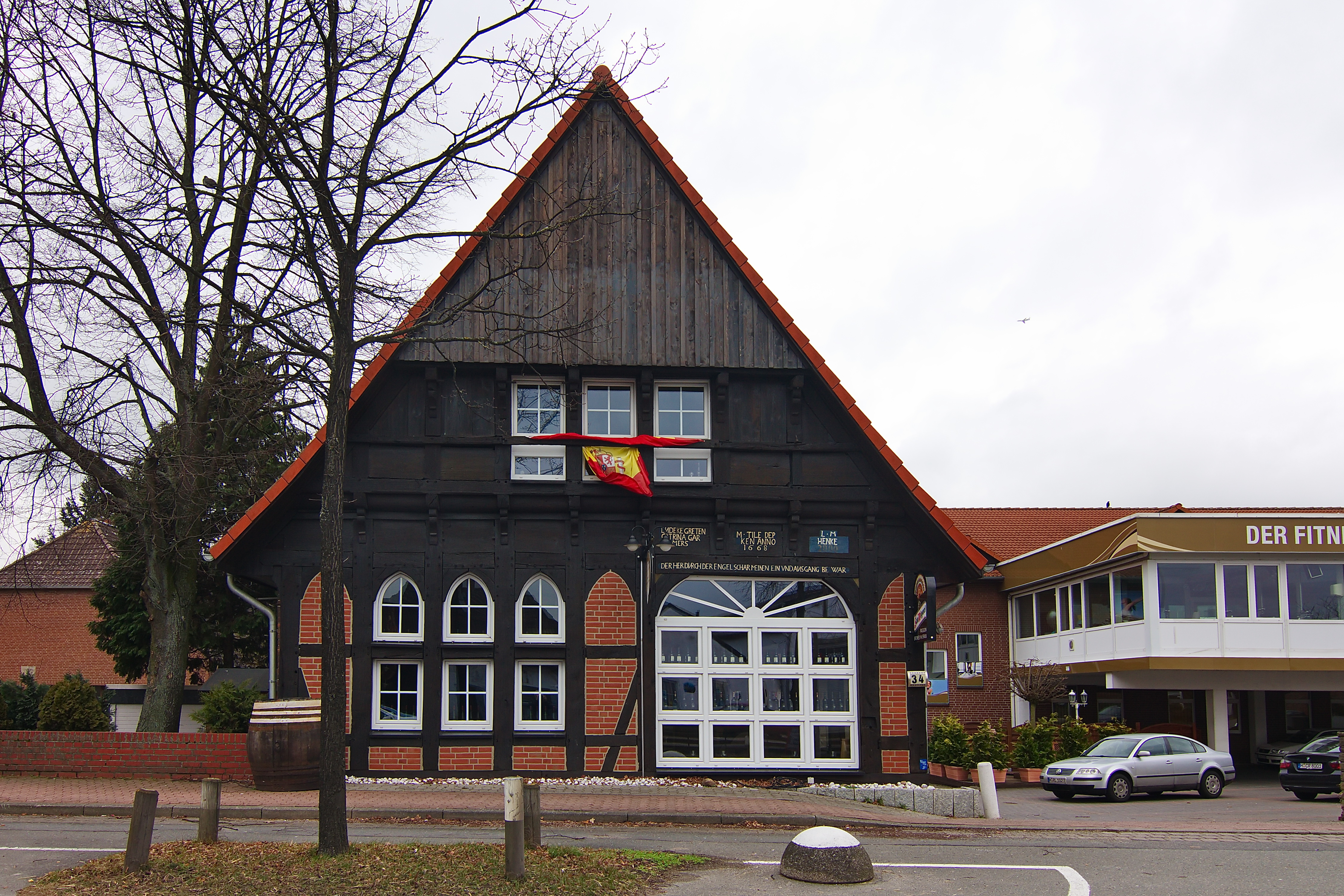
Fachwerkhaus von 1668
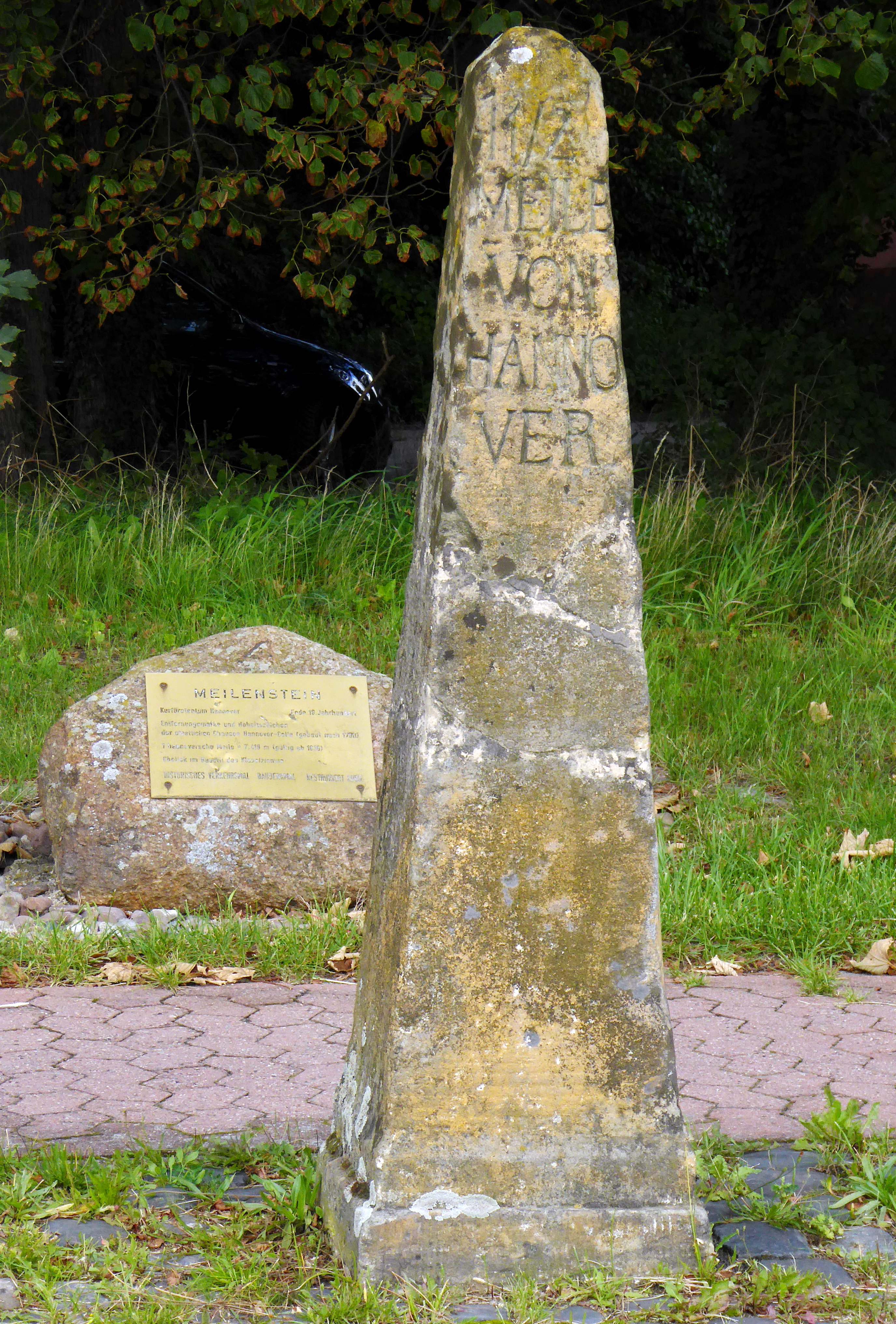
Meilenstein des Kurfürstentums Hannover, Ende des 16. Jahrhunderts
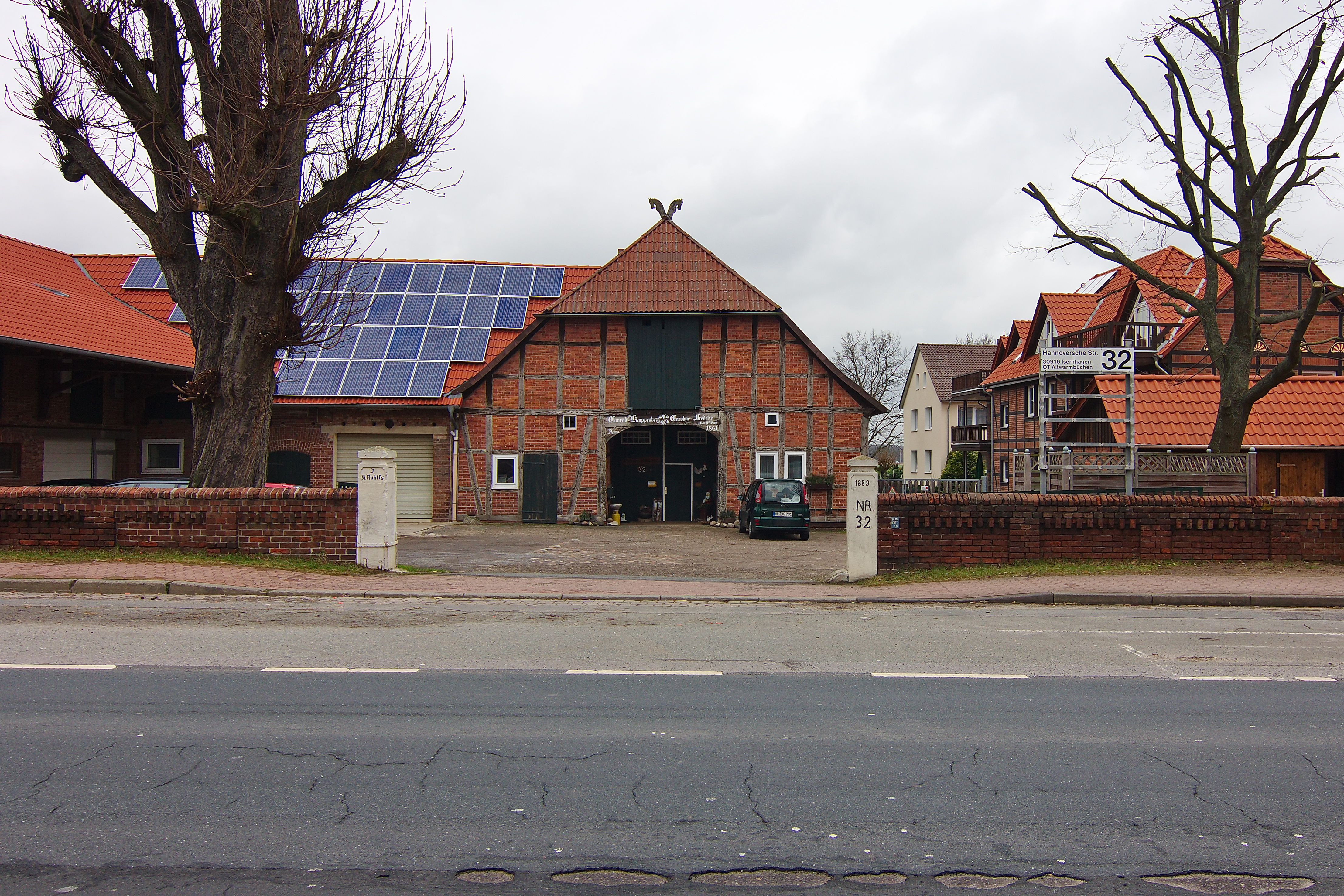
Fachwerkhaus von 1689

## Wirtschaft und Infrastruktur

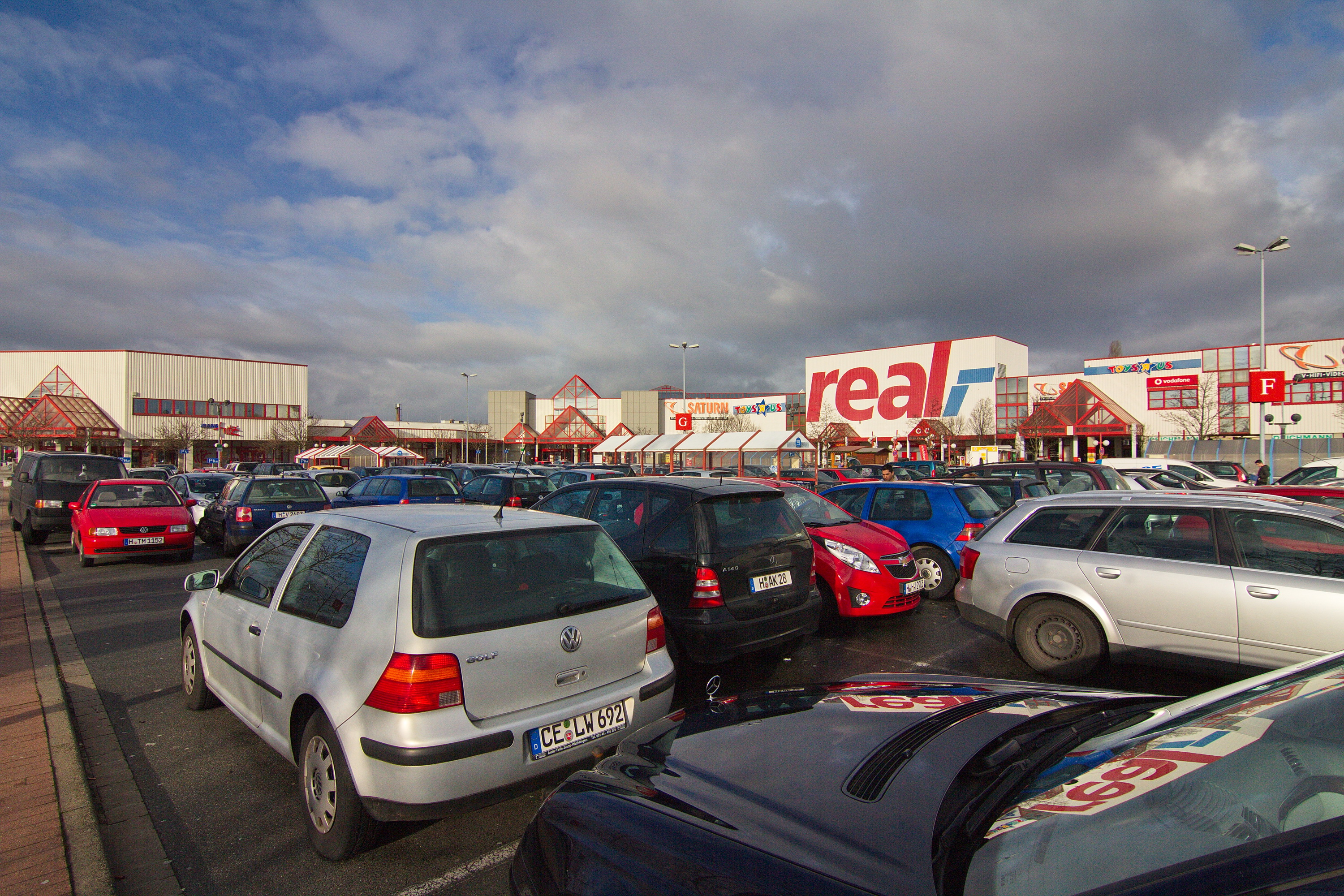
Parkplatz vor einem Einkaufsmarkt im Gewerbegebiet von Altwarmbüchen (2012)

### Unternehmen
In Altwarmbüchen gibt es ein kleines Ortszentrum mit zahlreichen Geschäften. Abseits davon existieren auf der „Grünen Wiese“ nahe der A 2 zahlreiche Supermärkte, wie Bau- und andere Fachgeschäfte. Hier vor den Toren Hannovers stellen sie seit ihrem Entstehen in den 1970er Jahren eine erhebliche Konkurrenz für die Kaufhäuser der nahegelegenen Großstadt dar. Mit der Eröffnung eines großen Höffner-Möbelhauses im November 2015, am Eingang des A 2-Centers an der A 2-Autobahnabfahrt, ist hier ein bedeutender Möbel- und Einrichtungsstandort für den Raum Hannover entstanden.

### Bildung
Schulbildung ermöglichen eine Grundschule, eine Hauptschule sowie ein Schulzentrum mit Realschule und Gymnasium. Seit August 2016 besteht an diesem Standort eine Integrierte Gesamtschule (IGS) für Isernhagen, Haupt- und Realschule nahmen seit der Gründung der IGS keine neuen Jahrgänge mehr auf und sind mittlerweile ausgelaufen.

### Verkehr
Der Ortsteil ist verkehrsmäßig günstig gelegen und verfügt über Anbindungen an die Bundesautobahnen A 2, A 7 und A 37. Im Jahr 2006 wurde die Stadtbahnlinie 3 (Wettbergen–Lahe) nach Altwarmbüchen verlängert.
| Linie | Verlauf | Takt                                       |
| ----- | --- | ------------------------------------------ |
| 3     | Altwarmbüchen – Paracelsusweg – Noltemeyerbrücke – Vier Grenzen – Lister Platz – Hauptbahnhof – Kröpcke – Markthalle/Landtag – Waterloo – Allerweg – Bahnhof Linden/Fischerhof – Wallensteinstraße – Mühlenberger Markt – Wettbergen | 10 min (werktags) 15 min (sonn-/feiertags) |

Die Binnenerschließung und die Verbindungen mit anderen Isernhagener Ortsteilen sowie mit Nachbargemeinden übernehmen Buslinien des Großraum-Verkehrs Hannover (→ Siehe: Nahverkehr in Hannover).

## Persönlichkeiten

### Söhne und Töchter des Ortes
- Wilhelm Garbe (1859–1926), Maurer, Feldjäger im Sinne eines Feldaufsehers und Kutscher bei der Feuerwehr
- Wilhelm Jänecke (1872–1928), Architekt, Kunsthistoriker, Baubeamter und Hochschullehrer
- Ernst Jänecke (1875–1957), Chemiker

### Personen, die mit dem Ort in Verbindung stehen
- Wilfried Ziegemeier (1926–2013), Architekt, entwarf und Baute 1964 das Gemeindehaus der evangelisch-lutherischen Kirchengemeinde in Altwarmbüchen
- Henning Haßmann (* 1963), Landesarchäologe für Niedersachsen, lebt in Altwarmbüchen
- Yasmin Fahimi (* 1967), Gewerkschafterin (IG BCE), Politikerin (SPD), ehemalige Generalsekretärin der SPD (2014–2015), beamtete Staatssekretärin im Bundesministerium für Arbeit und Soziales (2016–2017), ab 2017 Mitglied des Bundestages, besuchte die Grundschule in Altwarmbüchen (1974–1978)
- André Breitenreiter (* 1973), Bundesliga-Fußballtrainer, Jugendnationalspieler und DFB-Pokalsieger, Tätigkeit als Jugendtrainer in Altwarmbüchen (2010)
- Oliver Pocher (* 1978), Moderator und Comedian, wuchs hier auf
- Anke Kühn (* 1981), Hockeynationalspielerin und Olympiasiegerin von 2004, wuchs hier auf
- Bastian Schulz (* 1985), Bundesliga-Fußballspieler, wuchs hier auf